# Hotel de Orangerie

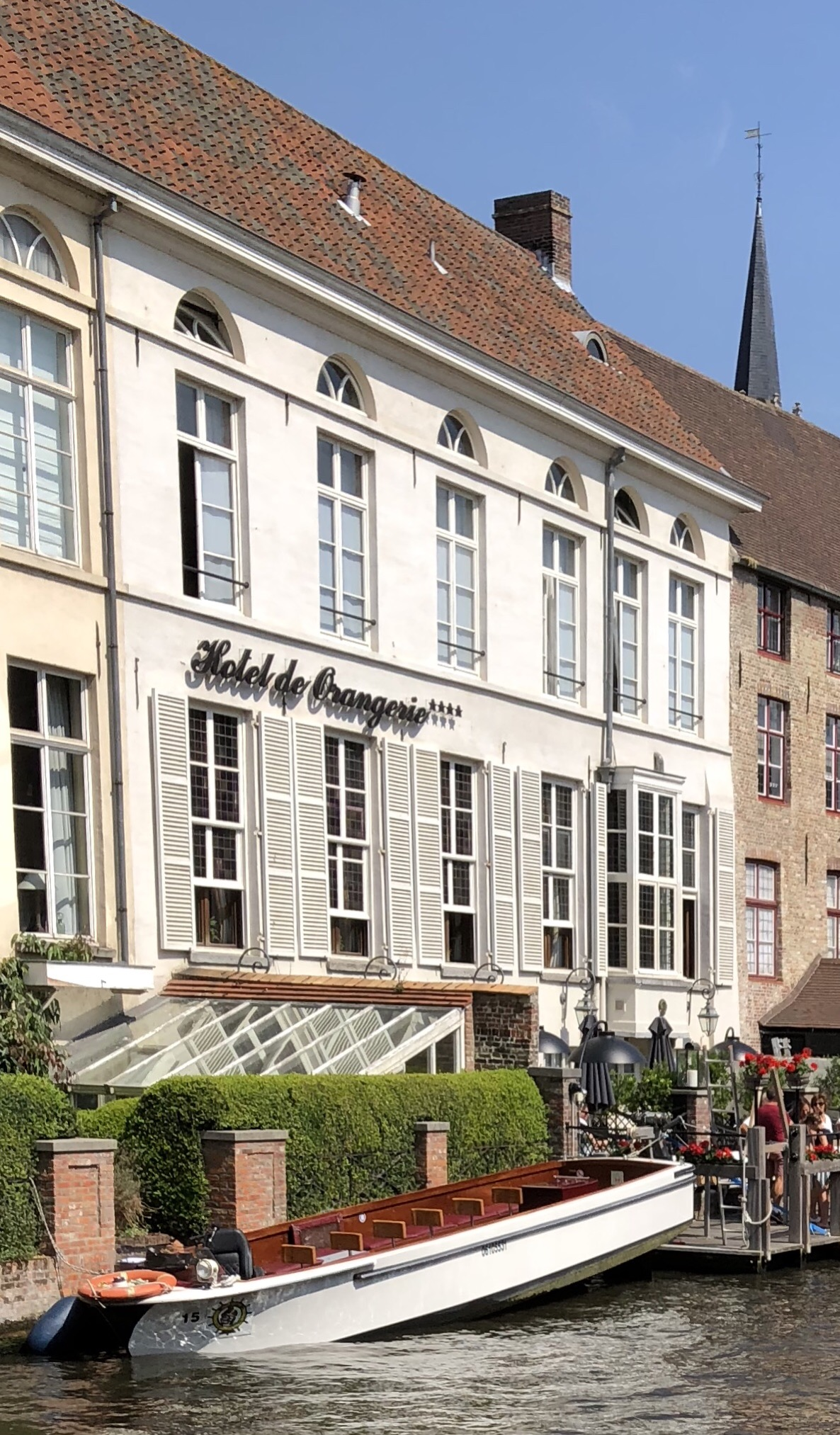
Hotel de Orangerie, Blick auf die Südseite am Kanal, 2019

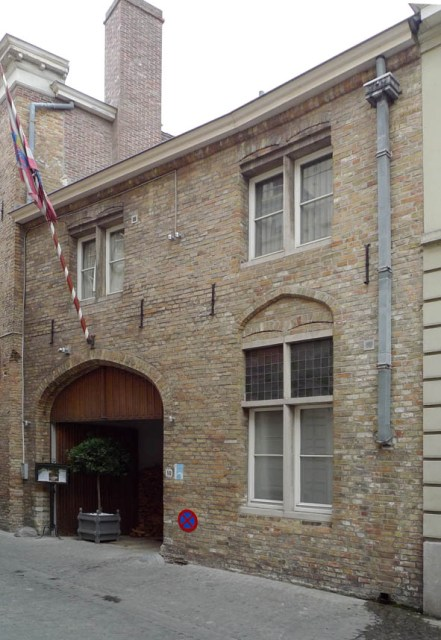
Straßenseite, 2009

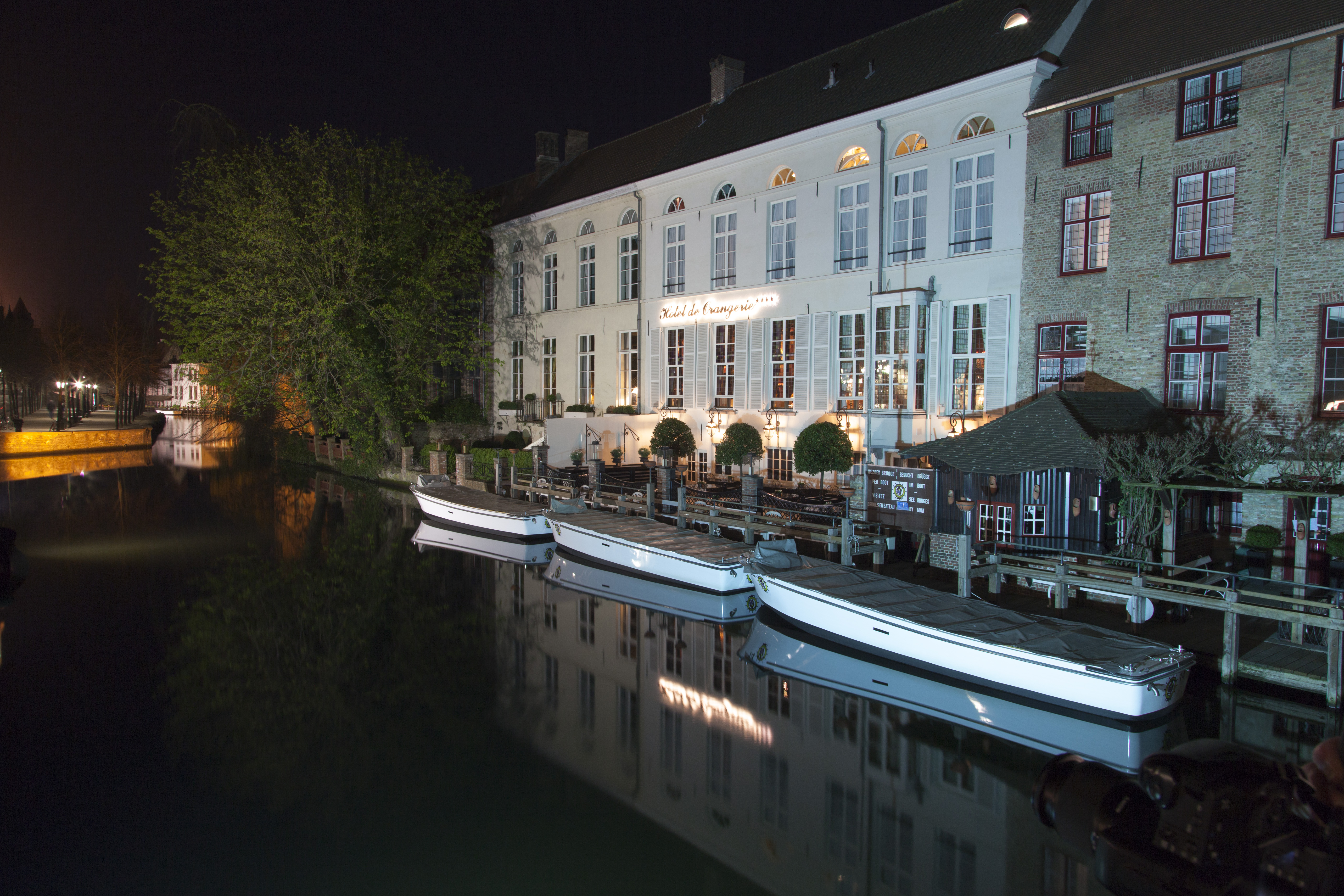
Nachts, 2012

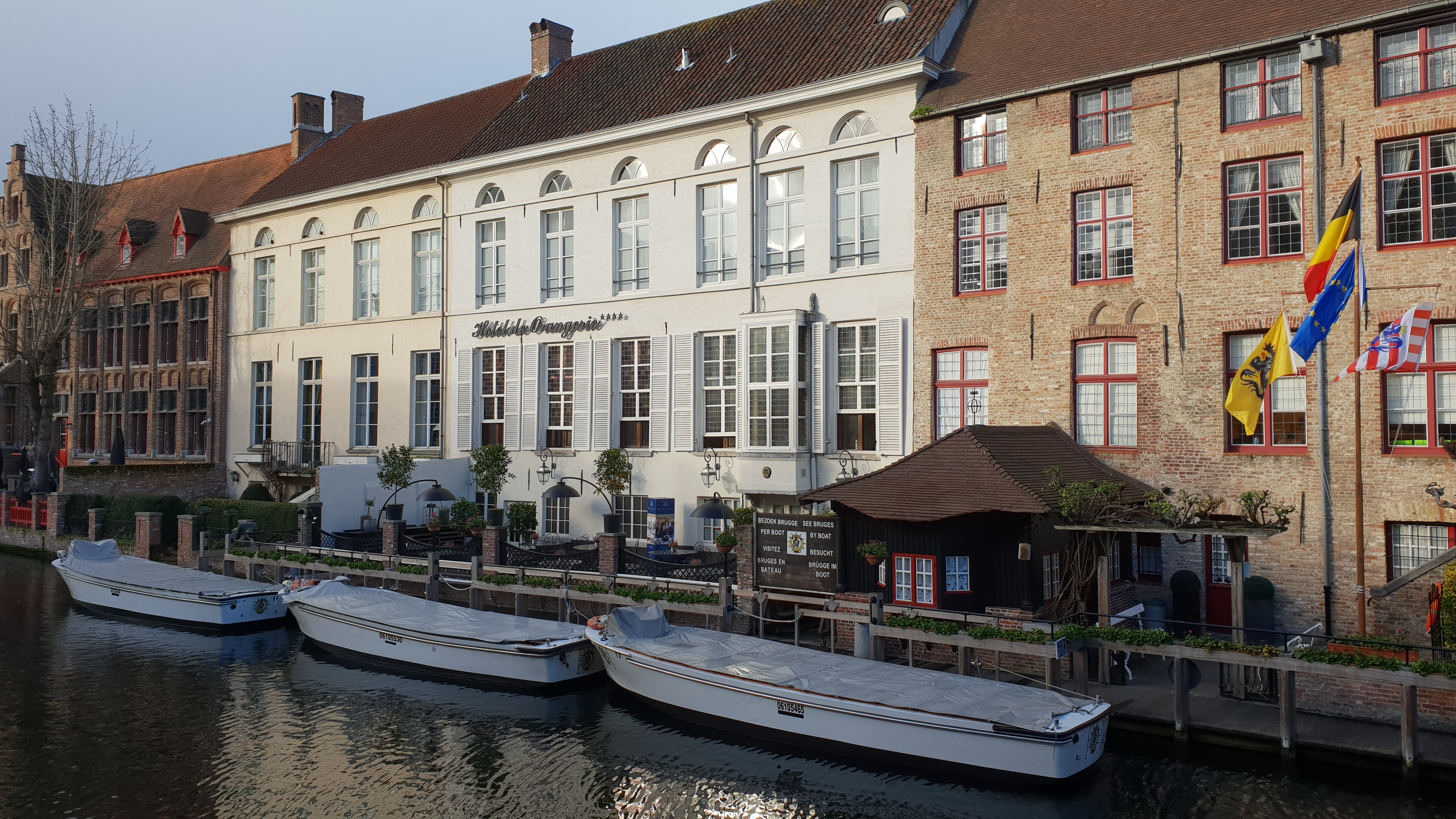
Januar 2019

Das Hotel de Orangerie ist ein denkmalgeschütztes Hotel in Brügge in Belgien.

## Lage
Das Hotel befindet sich im südlichen Teil der Altstadt von Brügge auf der südöstlichen Seite der Straße Kartuizerinnenstraat, an der Adresse Kartuizerinnenstraat 10. Auf seiner Rückseite grenzt das Grundstück an den Kanal Dijver. Östlich grenzen die gleichfalls denkmalgeschützten Gebäude Kartuizerinnenstraat 12 und Wollestraat 34, westlich das Haus Kartuizerinnenstraat 8 an.

## Architektur und Geschichte
Im Kern geht das Gebäude vermutlich auf das 17. Jahrhundert zurück, als in diesem Bereich ein Kartäuserinnenkloster bestand, das 1783 geschlossen wurde. Nach einer kurzen Wiederbelebung des Klosters 1790, wurde es 1796 von Franzosen besetzt. Im 19. Jahrhundert wurde es vom Orden Zusters van Liefde genutzt. Es folgten Nutzungen als Kutschhaus, Privathaus und später Kaffeehaus. Das heutige Erscheinungsbild erhielt das Gebäude im Wesentlichen bei einem Umbau im Jahr 1955. In der zweiten Hälfte der 1980er Jahre erfolgte die Umnutzung zum Hotel, das 20 Zimmer umfasst.
Das Anwesen besteht aus mehreren Gebäudeflügeln, die um einen Innenhof gruppiert sind. Die Satteldächer sind mit flämischen Ziegeln bedeckt. Der straßenseitige Eingang ist als Tudorbogen gestaltet.
Das Gebäude wird seit dem 14. September 2009 als architektonisches Erbe geführt.